# Villa Arson

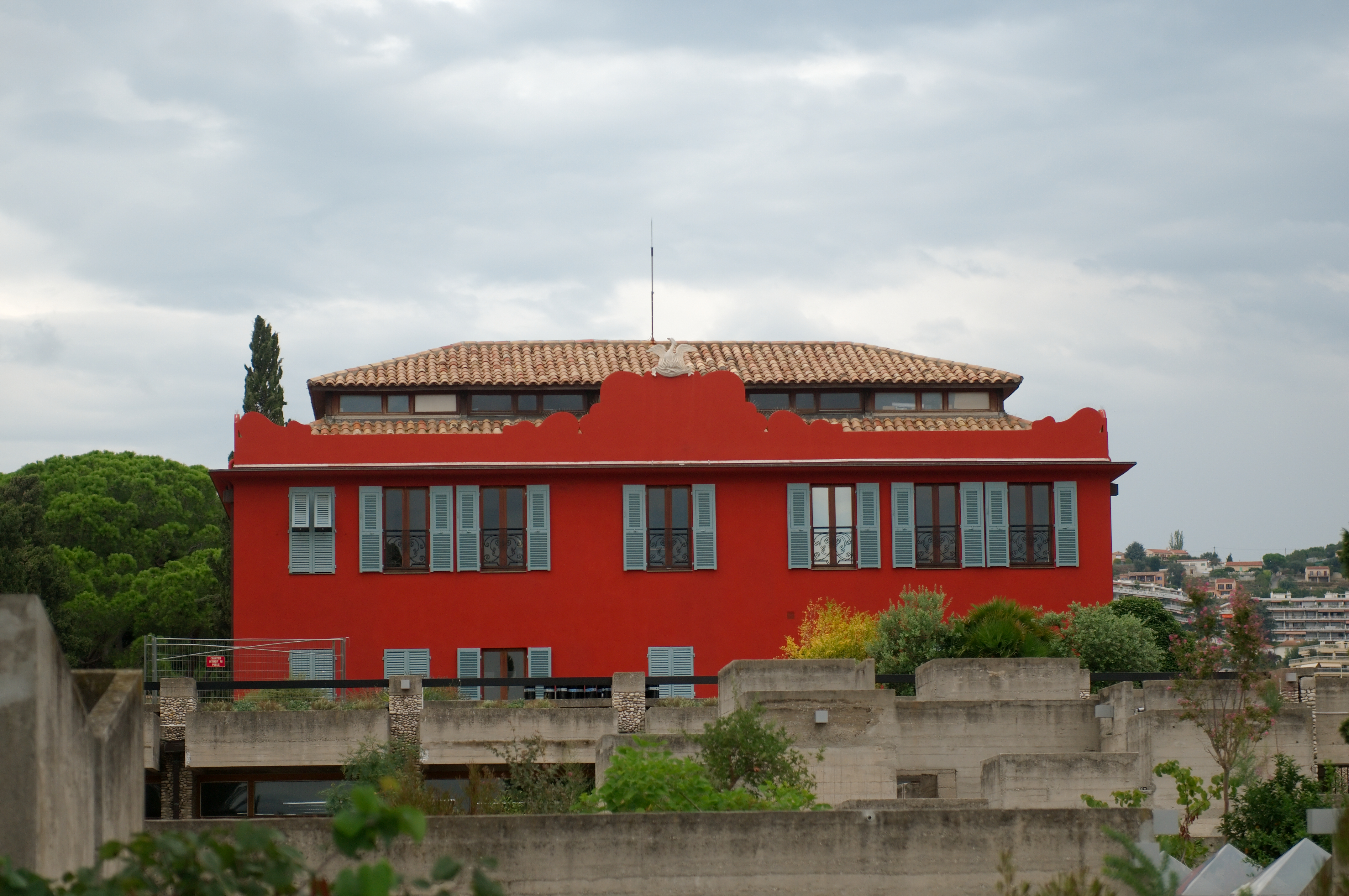
Villa Arson

Die Villa Arson ist ein nationales Zentrum für zeitgenössische Kunst in Nizza, Frankreich. Es enthält ein Kunstmuseum, eine Elitehochschule, eine Mediathek und Unterkünfte für Stipendiaten.
Die 1881 gegründete Nizzaer Kunsthochschule École Nationale des Arts Décoratifs zog 1972 in die Villa Arson ein. Ein Jahr später wurde sie um das Kunstmuseum Centre artistique de rencontres internationales erweitert, das 1984 in Centre national d’art contemporain umbenannt wurde. Auf dem Gesamtareal von 20.000 m² befinden sich neben der Villa auch Ausstellungsflächen, Werkstätten, Studentenunterkünfte und Gärten.